# Lewis Foreman Day
Pour les articles homonymes, voir Foreman.
Lewis Foreman Day (1845-1910) est un artiste et écrivain britannique.

## Biographie
Il a notamment conçu des papiers-peints et fait de la calligraphie dans le cadre du mouvement Arts & Crafts.
En 1880, il menait un groupe d'écrivains, concepteurs et théoriciens connus comme les Fifteen, qui a fusionné, en 1884, avec Art Workers' Guild, qui comprenait Walter Crane et dont il est devenu Maître en 1897. En 1888, la guilde crée l'Arts and Crafts Exhibition Society, avec Philip Webb, William Arthur Smith Benson, William Lethaby, William de Morgan et lui-même.
Ses dessins d'horloges, fabriquées par Howell et James, sont reconnues comme typiques de son style car ils contiennent tous les éléments miniatures de mobilier pour une maison.
Lewis F Day a produit nombre de céramiques pour différents fabricants de 1875 à 1910. Ses premières réalisations furent utilisées par Josiah Wedgwood.